# Ллойд Александер
Ллойд Чадлі Александер (англ. Lloyd Chudley Alexander; 30 січня 1924, Філадельфія, Пенсільванія, США — 17 травня 2007, Дрексел-Гілл, Пенсільванія, США) — американський письменник-фантаст, автор понад 40 книг, переважно в жанрі дитячого фентезі. Найбільшої популярності набула його пенталогія «Хроніки Придейна», за першими двома книгами якої створено популярний діснеївський мультфільм «Чорний казан» та однойменний квест. Книги Александера неодноразово відзначено престижними літературними преміями.

## Життєпис
Ллойд Александер народився 30 січня 1924 року у Філадельфії (США) в сім'ї валлійців (вихідців з Уельсу). У дитинстві зачитувався книгами Шекспіра, Дікенса, Марка Твена та збірками казок, особливо його вразили подвиги лицарів короля Артура.
У віці 15 років вирішив стати письменником. 1940 року закінчив школу й наступного року, після вступу США у війну, був мобілізований до армії. Проте в бойових діях брати участь не довелося. У воєнні роки відвідав Уельс, багато мотивів валлійського фольклорупізніше використав у своїх книжках.
Після закінчення війни вступив до Паризького університету, де зустрів Жанін Данні (Janine Denni) і 1946 року одружився з нею. Молодята оселилися у Філадельфії, у них народилася дочка Меделін.
1955 року вийшла перша книга Александера. Спочатку він писав для дорослих читачів, потім вийшли перші твори для дітей. У 1960-х роках остаточно перейшов на жанр фентезі для дітей; першою стала повість «Time cat» (1963), а 1964 року з'явилася перша книга його найпопулярнішого твору, «Хроніки Придейна». П'ять книг цієї серії розповідають про захопливі пригоди та змужніння розумного та сміливого хлопчика Тарена, який за допомогою вірних друзів проходить шлях від помічника свинопаса до Верховного короля казкової країни. Серія викликала загальне захоплення критиків і читачів, була успішно екранізована і перекладена багатьма мовами світу. Критики відзначали живі характери, чудовий стиль, добрий та м'який гумор автора.
У 1980-х роках опублікував ще кілька серій. Брав участь у створенні дитячого журналу «Цвіркун» (англ. Cricket) і став його постійним автором. Дуже любив кішок і присвятив їм багато сторінок своїх книг. Своїх кішок зобразив у двох книгах — «П'ять моїх тигрів» (англ. My Five Tigers) та «Мої коти і я» (англ. My Cats and Me). Серед персонажів його казок чимало розумних кішок чи інших представників котячої породи, які допомагають героям. Про цих тваринок письменник створив збірку «Міські коти» (англ. The Town Cats).
Жанін померла в травні 2007 року, Александер пережив її на два тижні. Помер від раку. Похований на цвинтарі у передмісті Філадельфії Дрексел-Гілл. Останній роман письменника вийшов посмертно в серпні 2007 року.
19 жовтня 2012 року вийшов документальний фільм «Ллойд Александер» про життя та творчість письменника.

## Творчість

### Хроніки Придейна (The Chronicles of Prydain)
1. Книга Трьох / The Book of Three (1964)
2. Чорний казан / The Black Cauldron (1965), лауреат премії Ньюбері (1966)
3. Замок Лліра / The Castle of Llyr (1966)
4. Громовий мандрівник / Taran Wanderer (1967)
5. Верховний король / The High King (1968), лауреат премії Ньюбері (1969)

Доповнення
- Колл і його біла свиня / Coll and His White Pig (1965), книжка з картинками
- Правдива арфа / The Truthful Harp (1967), книжка з картинками
- Знайда та інші казки Придайна / The Foundling and Other Tales of Prydain (1973, expanded 1999)

### Трилогія «Westmark»
1. Вестмарк / Westmark (1981) — Національна книжкова премія[en]
2. Пустельга / The Kestrel (1982)
3. Королева жебраків / The Beggar Queen (1984)

### Серія «Vesper Holly»
1. Іллірійська пригода / The Illyrian Adventure (1986)
2. Пригода в Ельдорадо / The El Dorado Adventure (1987)
3. Дракенберзька пригода / The Drackenberg Adventure (1988)
4. Джедерська пригода / The Jedera Adventure (1989)
5. Філадельфійська пригода / The Philadelphia Adventure (1990)
6. Ксанадська пригода / The Xanadu Adventure (2005)

### Інші твори
- І нехай кредит йде / And Let the Credit Go (1955) — перший роман Александера
- Мої п'ять тигрів / My Five Tigers (1956)
- Прикордонний яструб: Август Бонді / Border Hawk: August Bondi (1958)
- Жанін (моя дружина, тобто) француженка / Janine (my wife, that is) is French (1960)
- Моє кохання до музики / My Love Affair with Music (1960)
- Флагманська надія: Аарон Лопес / The Flagship Hope: Aaron Lopez (1960)
- Ветеринар із Парк-авеню / Park Avenue Vet (1962), разом із ветеринаром Льюїсом Кем'юті
- П'ятдесят років у собачій буді / Fifty Years in the Doghouse (1963)
- Кіт часу: Чудові подорожі Джейсона і Гарета / Time Cat: The Remarkable Journeys of Jason and Gareth (1963) — перша книга в жанрі фентезі
- Дивовижні нещастя Себастьяна / The Marvelous Misadventures of Sebastian (1970) — Національна книжкова премія
- Королівський фонтан / The King's Fountain (1971)
- Чотири ослики / The Four Donkeys (1972)
- Кіт, який хотів бути людиною / The Cat Who Wished to Be a Man (1973)
- Чарівник на дереві / The Wizard in the Tree (1974)
- Міські коти та інші казки / The Town Cats and Other Tales (1977)
- Перші два життя Лукаша-Каші / The First Two Lives of Lukas-Kasha (1978)
- Чудова подорож принца Джена / The Remarkable Journey of Prince Jen (1991)
- Ворожки / The Fortune-Tellers (1992)
- Аркадці / The Arkadians (1995)
- Будинок Гоббалін / The House Gobbaleen (1995)
- Залізне кільце / The Iron Ring (1997)
- Циганка Різка / Gypsy Rizka (1999)
- Як кіт проковтнув грім / How the Cat Swallowed Thunder (2000)
- Гавгон і хлопчик / The Gawgon and the Boy (2001); у Великій Британії отримала назву: Фантастичні пригоди хлопчика-невидимки / The Fantastical Adventures of the Invisible Boy
- Трюк з мотузкою / The Rope Trick (2002)
- Dream-of-Jade: The Emperor's Cat (2005)
- Золота мрія Карло Чучіо / The Golden Dream of Carlo Chuchio (2007)